# اوندست ۹۹۱۹
سیارک ۹۹۱۹ (به انگلیسی: 9919 Undset، نامگذاری:1979QF1) نه هزار و نهصد و نوزدهمین سیارک کشف شده‌است که در ۲۲ اوت ۱۹۷۹ کشف شد.
قدر مطلق سیارک برابر ۱۲.۳ است.